# Drosera brevifolia
Espèce
Classification phylogénétique
Drosera brevifolia est un végétal de la famille des droseraceae. Cette espèce est endémique du sud-est des États-Unis

## Répartition
Originaire des États-Unis, Drosera brevifolia est présent à l'état naturel dans les états suivants : Alabama, Arkansas, Caroline du Nord, Caroline du Sud, Floride, Géorgie (État), Kansas, Kentucky, Louisiane, Mississippi, Oklahoma, Tennessee, Texas, Virginie.